# 로스트 버스
"로스트 버스"(영어: The Lost Bus)는 2025년 공개 예정인 미국의 드라마 영화이다. 폴 그린그래스가 감독과 공동각본을 맡았으며, 리지 존슨의 소설 "Paradise: One Town's Struggle to Survive an American Wildfire" 가 영화의 원작이다.